# Turnix hottentottus
La quaglia tridattila ottentotta (Turnix hottentottus, Temminck 1815) è un uccello caradriiforme della famiglia dei Turnicidi.

## Sistematica
Turnix hottentottus ha due sottospecie:
- Turnix hottentottus hottentottus
- Turnix hottentottus nanus

Quest'ultima viene talvolta elevata al rango di specie con il nome di Quaglia tridattila groppanera (Turnix nanus Sundevall 1850), che a sua volta possiederebbe tre sottospecie:
- Turnix nanus insolatus
- Turnix nanus lucianus
- Turnix nanus nanus

Quando non vengono considerate come due specie distinte, si menziona "Quaglia tridattila groppanera" come nome comune della stessa Turnix hottentottus.

## Distribuzione e habitat
Questo uccello vive nell'Africa centro-meridionale, dalla Repubblica Centrafricana fino al Sudafrica.